# Encarsia dispersa
Encarsia dispersa är en stekelart som beskrevs av Andrew Polaszek 2004. Encarsia dispersa ingår i släktet Encarsia och familjen växtlussteklar.
Artens utbredningsområde är:
- Benin.
- Fiji.
- Guam.
- Filippinerna.
- Venezuela.

Inga underarter finns listade i Catalogue of Life.